# Соседские мальчишки
«Соседские мальчишки» (англ. The Boys Next Door) — американская кинодрама с элементами триллера режиссёра Пенелопы Сфирис, снятая в 1985 году c Чарли Шином и Максвеллом Колфилдом в главных ролях. Лента затрагивает философские и моральные проблемы свободы воли, а также влияние массовой культуры и школы как социального института на социализацию личности в попытке выявить истинные причины и условия формирования мотивов убийств.

## Сюжет
Действие фильма происходит летом 1984 года. Два школьных друга Рой Олстон и Бо Ричардс не пользуются популярностью в классе. В отличие от большинства своих успешных и выросших в социально-благополучной обстановке одноклассников, парни испытывают материальные трудности и известны отсутствием амбиций, благодаря чему имеют репутацию изгоев. Череда нелепых выходок вызывает у окружающих только чувство презрения по отношению к ним. Исключенные из всех молодежных компаний, Олстон и Ричардс приходят без приглашения на одну из вечеринок, посвященных в честь окончания школы, где они будучи в состоянии конфликта с одноклассниками вступают с ними в драку. После драки, Бо Ричардс получив денежное вознаграждение от своего деда за окончание школы предлагает Рою отправиться в Лос-Анджелес с целью провести там несколько дней в поисках острых ощущений перед началом рабочей недели на местном заводе, где они нашли работу. Терзаемые разочарованием и отчаянием, парни, прибыв в Лос-Анджелес, видят на бульварах города только лишь достаток, благополучие и успешность — что вызывает у них чувство социальной несправедливости и пробуждает в них низменные инстинкты, после чего они совершают серию убийств, которая приводит к трагическим последствиям для них самих.

## Критика
Так как фильм был посвящен теме агрессии и насилия в подростковой среде, он привлек внимание многочисленных цензоров. В целом фильм был положительно оценен критиками. «New York Times» высоко оценила игру Колфилда и Шина и заявила что фильм подходит для аудитории любого возраста. «Los Angeles Times» также высоко оценила игру актеров и назвала фильм Пенелопы Сфирис провокационным, отметив что режиссер в очередной раз не упустила возможность высказаться на одну из острейших социальных проблем общества — роста агрессивных тенденций в подростковой среде.
За использование в фильме сцен насилия и ненормативной лексики фильму был присвоен рейтинг R.